# Hedwig Gollob
Hedwig Gollob v matrice ještě Rosa Marie (13. ledna 1895 Olomouc – 13. června 1983 Vídeň) byla moravská německá spisovatelka, historička a knihovnice.

## Životopis
Rodiče Hedwigy byli Euard Gollob c. k. profesor německého gymnázia v Olomouci (9. 3. 1856) a Hedwiga Gollob-Prokisch z Moravské Ostravy (12. 10. 1870), svatbu měli 24. 11. 1892. Hedwig měla bratra Karla Golloba (14. 9. 1896)
Hedwig Gollob vystudovala dějiny umění, dějiny a archeologii na vídeňské univerzitě (disertační práce Der Wiener Holzschnitt von 1490 bis 1550. Eine Rück-Entwicklungsgeschichte deutscher Kunst in der Übergangszeit von der Gotik zur deutschen Renaissance). V roce 1920 se stala knihovnicí na Technické univerzitě ve Vídni, kde roku 1939 ukončila studium stavebního inženýrství. Absolvovala studijní cesty do severní Afriky a na Blízký východ. Po ukončení války vystudovala hudební malířství a jevištní produkci na Univerzitě užitého umění. V roce 1948 se stala státní knihovnicí v Univerzitní knihovně Vídeňské univerzity. Ve Vídni II bydlela na adrese Austellungstrasse 19.

## Dílo

### Spisy
- "In Verde" Albrecht Dürers "Grüne Passion"
- Baseler "Konstante" aus den Initialserien der Frühdruckzeit
- Bischof Friedrich Nausea (1496-1552): Probleme der Gegenreformation
- Bucheinband des Meisters T. B. in der Wiener Universitätsbibliothek
- Bucheinband im Kleinmeisterstile
- Cuspinianmeister
- Das Haus der berufstätigen Frau: eine sozialwissenschaftlich-architektonische Studie – Wien: Gerold, 1955
- Der Mythos des Hochgottes – Wien: Hewig Gollob, 1968
- Der Werdegang einer grossen Idee: Die Frühaleten zur Geschichte der technischen Hochschule im Wien – Wien: O. Langer, 1965
- Der Wiener Holzschnitt in den Jahren von 1490 bis 1550: seine Bedeutung für die nordische Kunst, seine Entwicklung, seine Blüte und seine Meister – zusammengestellt und beschrieben. Wien: Krystall-Verlag, 1926
- Der Wiener Renaissancekünstler mit der Signatur A. N. – Strassburg: Verlag von J. H. Ed. Heitz, 1937
- Die Basler Initialserien aus Frühdrucken – Baden-Baden: Heitz, 1959
- Die Bauperioden der antiken Bäder von Karnuntum – Erlangen: 1956
- Die Entstehung der germanischen Renaissance – Strassburg: Verlag von J. H. Ed. Heitz, 1926
- Die Entwicklung der spätantiken und frühmittelalterlichen Klosteranlage des Abendlandes
- Die Entwicklungsgeschichte der modernen Kunst – Strassburg: Verlag von J. H. Ed. Heitz, 1933
- Die ferdinandäischen Fresken in der Spitalskirche zu Bad Aussee in Steiermark – Wien: Hedwig Gollob, 1970
- Die Götter am Nil – Wien: Gerold, 1959
- Die Initialserien aus Wiener Incunabeln und Frühdrucken – Strassburg: Verlag von J. H. Ed. Heitz, 1941
- Die interkontinentale Mayareligion und die Forschungsmethoden des modernen Rationalismus
- Die internationale archaische Trinitas – Wien: s. n., 1953
- Die Mechanisierung der wissenschaftlichen Bibliotheken – Wien: Selbstverlag, 1969
- Die Metamorphosen des Eros: Die Verwandlung der archaischen Götterwelt in die Götter Homers – Wien: Gerold, 1958
- Die Nausea-Illustrationen – Strassburg: Verlag von J. H. Ed. Heitz, 1942
- Die renaissance in Wien – Wien: Hedwig Gollob, 1954
- Die Restaurationskulte der archaischen Trinitas in der Antike. Mit einem Anhang: Die Wiener Porträts des heiligen Severin – Wien: s. n., 1973
- Die Virgo von Karnuntum: mit einem Exhurs über die städtebaulichen Anlagen in der Antike und im frühen Mittelalter – Wien: Hedwig Gollob, 1975
- Ernstes und Heiteres
- F. Altmann: ein Wiener Maler des XV. Jahrhunderts – Strassburg: Verlag von J. H. Ed. Heitz, 1929
- Führer durch Karnuntum – Wien: Sensen, 1966
- Garabandal – Wien: Hedwig Goolob, 1969
- Gedichte
- Gens gallica Cretostyro subjecta – Wien: s. n., 1977
- Gentiles da Fabriano und Pisanellos Fresken am Hospitale von St. Giovanni in Laterano zu Rom – Strassburg: Verlag von J. H. Ed. Heitz, 1927
- Geschichte der Technischen Hochschule in Wien – Wien: Gerold, 1964
- Grundzüge der künstlerischen Formengestaltung des mittelalterlichen Spiritualismus – Strassburg: Verlag von J. H. Ed. Heitz, 1931
- Heilige Anna aus Bad Gleichenberg
- Heiliges und Unheiliges
- Herkules des Wiener Chelidonius von 1515
- Chrysaor: mit einem Anhange u͏̈ber die Sintflutsage – Wien: Gerold, 1956
- In hoc libello: religionswissenschaftlich historisches, runstwissenschaftlich-historisches, psychologisch-erzieherische Probleme – Baden: M. Rohrer, 1971
- Johann Winterburgers Missale-Initialen
- Karnuntums Wiederaufbau; moderne Probleme der Wiederbelebung und denkmalpflegerischen Erhaltung antiker Ausgrabungen.
- Lorenzo Ghibertis künstlerischer Werdegang – Strassburg: Verlag von J. H. Ed. Heitz, 1929
- Lyrisches und Dramatisches
- Matthias Grünewald und die Books of Hours von Simon Vostre –
- Moderne Zentralbühnenhaus und die antiken Spielarenen
- Musik und Bühneninszenierung – Wien: Gerold, 1956
- Paradies der Arbeit
- Religionsgeschichte der Archaik – Wien: Kommissionsverlag Gerold, 1956
- Renaissance-Probleme in Wiener Frühdruckinitialen – Baden-Baden: Valentin Koerner, 1973
- Richard Wagner a Richard Strauss v der Musikalischen Malerei – Wien: Gerold, 1957
- Rokokoähnliche Ornamentik in der Wiener Buchgraphik um 1530
- Rudolf von Larisch: zum 100. Geburtstage des österreichischen Schriftkünstlers.
- Sammlung
- Schauspiele und Märchen
- Schloss und Herrschaft Petronell
- Studien zur deutschen Buchkunft der Frühdruckzeit: die Straßburger Initialferien der Inkunabeln und Frühdrucke: der Schmuck des Wiener Buches – Leipzig: Otto Harrassowitz, 1954
- Systematisches beschreibendes Verzeichnis der mit Wiener Holzschnitten illustrierten Wiener Drucke vom Jahre 1482–1550 – Strassburg: Verlag von J. H. Ed. Heitz, 1925
- Titelblatt des Wiener Heiltumbuches und seine kulturhistorische Bedeutung
- Turkismus und die Buchgraphik des 16. Jahrhunderts
- Urlaubsgrüsse
- Verbindung Wien-Straßburg über Hagenau in der Kunst der Frühdrucke
- Wappenholzschnitte aus Wiener Frühdrucken
- Wege der neuen Weltanschauung: sozialwissenschaftliche Studien – Strassburg: J. H. Ed. Heitz, 1936
- Weltanschauungslehre
- Wiener Kunstströmungen in den Jahren 1450 bis 1550 mit einer Serie von Abbildungsbeispielen, einem Verzeichnis der bis jetzt fassbaren Künstler und ihrer Arbeiten, sowie einer Zusammenstellung Wiener Kunstwerks nach ihrem Entstehungskreise – Strassburg: Verlag von J. H. Ed. Heitz, 1934
- Winterburgers Graduale Pataviense von 1511